# آرتور بیکن
آرتور بیکن (انگلیسی: Arthur Bacon؛ زاده ۱۹۰۵ - درگذشته ۲۷ ژوئیه ۱۹۴۲) بازیکن فوتبال اهل بریتانیا بود که در پست مهاجم بازی می‌کرد. گرچه اکثراً روی نیمکت ذخیره‌ها نشسته بود اما در طول دوران حرفه‌ایش بازی تهاجمی چشمگیری داشت که توانست در ۱۲۸ بازی ۷۱ گل به‌ثمر برساند.
از باشگاه‌هایی که در آن بازی کرده‌است می‌توان به باشگاه فوتبال چسترفیلد، باشگاه فوتبال منچستر سیتی، باشگاه فوتبال کاونتری سیتی، باشگاه فوتبال ردینگ، و باشگاه فوتبال دربی کانتی اشاره کرد.